# Вогулка (деревня, Шалинский муниципальный округ)
Вогулка — деревня в Шалинском районе Свердловской области России. Входит в Шалинский муниципальный округ.
Ранее деревня входила в состав Шамарского поссовета Шалинского района.

## География
Деревня Вогулка расположена в 28 километрах к западо-юго-западу от посёлка Шаля (в 30 километрах по дорогам), в лесной местности, по обоим берегам рекам Вогулки (левого притока Сылвы), в устье притоков — рек Быструхи и Вязовки.

## История
Деревня основана в 1880 году. В 2000 году создано ЗАО "Охотничий клуб «Кремлёвские медведи» с охотничьими угодьями в 180 квадратных километров (охота на медведя, лося, волка, глухаря, зайца).

## Население
| 2002 | 2010 | 2021 |
| ---- | ---- | ---- |
| 35   | ↘24  | ↘15  |